# Renate Stjernlöf
Renate Stjernlöf, född Cerljen 26 mars 1988 i Staffanstorp, är en svensk tidigare fotomodell som vann Miss Universum Sverige 2009 och som därmed representerade Sverige i Miss Universum 2009 på Bahamas där hon kom på trettonde plats. Stjernlöf var den första svenska deltagaren i Miss Universum sedan 2006 då Josephine Alhanko representerade landet. Hon studerade då vid hälsopedagogprogrammet vid Gymnastik- och idrottshögskolan.
I maj 2010 kom Stjernlöf bland de fem högst placerade i skönhetstävlingen Miss Beauty of the World som avgjordes i Kina. Stjernlöf krönte sin efterträdare Michaela Savic i juni 2010.
Stjernlöf är gift och arbetar numer i IT-branschen.